# Vasile Mitrofanovici
Vasile Mitrofanovici (n. 1 aprilie 1831, în Crasna-Bucovina; d. 9 august 1888, Marienbad, Cehia) a fost un profesor de teologie.

## Studii
A urmat studiile gimnaziale în Orașul Cernăuți (1842-1850), după care a urmat studiile teologice la Institutul Teologic Cernăuți (1850-1854) și studii de specializare la Facultatea de Teologie din Viena (1854-1856)

## Cariera
Vasile Mitrofanovici și-a început cariera ca preot și profesor suplinitor de Teologie practică la lnstitutul teologic din Cernăuți (din 1856), profesor agregat (1861), apoi titular (1864), administrator parohial în Vicovu de Sus (1859-1861).
La înființarea Facultății la Teologie din Cernăuți (1875) a rămas profesor la aceeași catedră, lucrând până la moarte. A mai avut și atribuțiile de suplinitor al catedrei de Morală (1866-1869 și 1875-1877), decan al Facultății (1875/76 și 1882/83), rector al Universității din Cernăuți (1877-78), arhipresbiter stavrofor (1880), deputat în Parlamentul Austriei (1880-1885), redactor al revistei „Candela” de la Cernăuți (1882- 1883), membru în comitetul de conducere al "Societății pentru cultura și literatura română" din Bucovina.
A primit titlul de doctor honoris causa în Teologie în 1879.

## Lucrări
Este autorul a numeroase lucrări de referință în domeniul teologiei: Omiletica Bisericii drept credincioase răsăritene(1875), prelegerile de Liturgică, litografiate, care au fost prelucrate, completate și editate de urmașul său la catedră, Dr. Teodor Tarnavschi și cursul de Pastorală care de asemenea a rămas în manuscris litografiat (prelucrat și editat mai târziu în partea a doua a lucrării lui Dionis Ieremiiv). A alcătuit primele manuale de Liturgică, Omiletică și Pastorală la nivel universitar și a publicat o serie de predici și studii în revista "Candela", cel mai important fiind intitulat „Despre disciplina penitențiară în Biserica Ortodoxă din timpurile cele mai vechi până în ziua de azi”.
1. ↑  Dostupné online (în cehă)
2. ↑  Dostupné online (în cehă)
3. ↑  Dostupné online (în cehă)